# Джелато
Джелато (на италиански: Gelato) е италианската дума за всички видове сладолед. На английски и други езици с джелато се означава замразен десерт от италиански произход, но не всички видове сладолед. Обикновено джелатото съдържа от 6 до 9% млечна мазнина, което е по-нисък процент от други видове замразени десерти. Освен това съдържа 35% въздух и повече овкусители, което му придава повече плътност и богатство за разлика от другите видове сладолед.
На италиански джелато означава „замразен“ и се използва за всички видове сладолед.
Комерсиалното производство на джелато включва нагряване на съставките до 85 °C за пастьоризация. След това темепературата се намаля до 5 °C, смесва се до желаната консистенция и се поставя във фризер. Както при другите сладоледи, захарта в него го предпазва от замръзване, като се свързва с водата и пречи на нормалното образуване на ледени кристали. Това създава по-малки ледени кристали и води до гладката текстура на джелатото. Обикновено се добавя захарен сироп, сукроза, декстроза или ксилитол и може да съдържа и стабилизатори като гума гуар.